# 2025
Cette page concerne l'année 2025  du calendrier grégorien. Pour l'année 2025 av. J.-C., voir 2025 av. J.-C. Pour le nombre 2025, voir 2025 (nombre).
2025 est l'année en cours. C'est une année commune qui commence un mercredi.
C'est la 2025e année de notre ère, la 25e du IIIe millénaire et du XXIe siècle et la 6e de la décennie 2020-2029.

## Autres calendriers
L'année 2025 du calendrier grégorien correspond aux dates suivantes :
- Calendrier berbère : 2974 / 2975
- Calendrier chinois : 4722 / 4723 (le Nouvel An chinois 4723 de l'année du serpent de bois a lieu le 29 janvier 2025)
- Calendrier romain : an MMDCCLXXVIII (2778) depuis la fondation de Rome.
- Calendrier hébraïque : 5785 / 5786 (le 1er tishri 5786 a lieu le 23 septembre 2025[1])
- Calendrier indien : 1946 / 1947 (le 1er chaitra 1947 a lieu le 22 mars 2025[1])
- Calendrier musulman : 1446 / 1447 (le 1er mouharram 1447 a lieu le 27 juin 2025[1])
- Calendrier persan : 1403 / 1404 (le 1er farvardin 1404 a lieu le 20 mars 2025[1])
- Calendrier républicain : 233 / 234 (le 1er vendémiaire 234 a lieu le 22 septembre 2025[1])
- Jours juliens : 2 460 676,5 à 2 461 041,5[2],[1]

## Célébrations
- Année internationale de la préservation des glaciers[3].
- Année internationale de la paix et de la confiance[4].
- Année internationale des sciences et technologies quantiques[5].
- Année internationale des coopératives[6].
- Année de la mer[7].
- Jubilé 2025 : année sainte décrétée par le pape François sur le thème « Pèlerins de l'Espérance »[8].

## Environnement
Une étude publiée le 19 juin dans Earth System Science Date affirme que l'objectif fixé par l'Accord de Paris sur le climat de limiter le réchauffement climatique à + 1,5 °C est désormais inatteignable.

## Événements
- La NASA prévoit que les sondes Voyager 1 et 2 cessent d'être opérationnelles faute d'énergie disponible[10].
- Le Kazakhstan doit abandonner l'alphabet cyrillique pour passer à l'alphabet latin[11].

### Janvier
- 1er janvier : attentat de La Nouvelle-Orléans aux États-Unis.
- 12 janvier : élection présidentielle en Croatie (2d tour).
- 17 janvier : entrée en vigueur du règlement européen Digital Operational Resilience Act (DORA).
- 20 janvier : investiture de Donald Trump en tant que 47e président des États-Unis et de J. D. Vance comme 50e vice-président des États-Unis.
- 26 janvier : élection présidentielle en Biélorussie.

### Février
- 9 février : élections législatives et élection présidentielle en Équateur.
- 23 février : élections fédérales en Allemagne.

### Mars
- 4 mars : élections législatives micronésiennes.
- 9 mars : élections sénatoriales en Algérie.
- 29 mars : éclipse solaire partielle.

### Avril
- 12 avril : élection présidentielle au Gabon.
- 13 avril : ouverture de l'exposition universelle de 2025 à Osaka au Japon.
- 24 avril : sommet de la COI à Madagascar.
- 28 avril : élections fédérales au Canada.

### Mai
- 4 et 18 mai : élection présidentielle en Roumanie.
- 12 mai : élections législatives aux Philippines.
- 13 au 17 mai : Concours Eurovision de la chanson 2025 en Suisse.
- 18 mai :
  - élection présidentielle en Pologne ;
  - élections législatives au Portugal.
- 25 mai : élections législatives au Venezuela.

### Juin
- 1er juin : élection présidentielle en Pologne (2e tour).
- 3 juin : élection présidentielle en Corée du Sud.
- 5 juin : élections législatives au Burundi.
- 13 juin : début de la guerre Israël-Iran.
- 19 juin : une étude publiée dans Earth System Science Date affirme que l'objectif fixé par l'Accord de Paris sur le climat de limiter le réchauffement climatique à + 1,5 °C est désormais inatteignable[9].
- 22 juin : frappes américaines sur les sites nucléaires iraniens.

### Juillet
- 20 juillet : élections à la Chambre des conseillers au Japon.

### Août
- 17 août : élections générales en Bolivie.
- 22 août : début de la 10e édition de Coupe du monde féminine de rugby à XV en Angleterre.

### Septembre
- 8 septembre : élections législatives en Norvège.
- 16 septembre : élections législatives et élection présidentielle au Malawi.
- 21 septembre  :
  - éclipse solaire partielle ;
  - référendum constitutionnel en Guinée.
- 21 au 28 septembre : championnats du monde de cyclisme sur route au Rwanda.
- 27 septembre  : clôture de la 10e édition de la Coupe du monde féminine de rugby à XV en Angleterre.

### Octobre
- 3 et 4 octobre : élections législatives en Tchéquie.
- 12 octobre : élection présidentielle au Cameroun.
- 13 octobre : clôture de l'Exposition universelle à Osaka.
- 25 octobre : élection présidentielle en Côte d'Ivoire.
- 26 octobre : élections législatives (es) en Argentine.
- 29 octobre : élections législatives aux Pays-Bas.

### Novembre
- 10 au 21 novembre : Conférence de Belém sur les changements climatiques (COP 30) au Brésil.
- 16 novembre : élection présidentielle au Chili.
- 23 novembre : élection présidentielle et élections législatives en Guinée-Bissau.

### Décembre
- 27 décembre : élections législatives en Côte d'Ivoire.

## Décès
- 7 janvier : Jean-Marie Le Pen (homme politique français).
- 16 janvier : David Lynch (réalisateur et cinéaste américain).
- 20 janvier : Bertrand Blier (réalisateur et cinéaste français).
- 28 janvier : Catherine Laborde (animatrice de télévision française).
- 4 mars : Jean-Louis Debré (homme politique français).
- 16 mars : Émilie Dequenne (actrice belge).
- 29 mars : Richard Chamberlain (acteur américain).
- 1 avril : Val Kilmer (acteur américain).
- 21 avril : François (pape argentin de 2013 à 2025).
- 17 mai : Werenoi (rappeur français).
- 4 juin : Philippe Labro (écrivain, journaliste, cinéaste et intellectuel français).
- 11 juin : Brian Wilson (musicien, chanteur, auteur-compositeur et membre fondateur du groupe The Beach Boys).
- 3 juillet : Diogo Jota (footballeur international portugais).
- 13 juillet : Muhammadu Buhari (militaire et chef d'État nigérian).
- 14 juillet : Thierry Ardisson (animateur de télévision française).
- 21 juillet : Ozzy Osbourne (chanteur britannique de Heavy metal).
- 24 juillet : Hulk Hogan (catcheur américain).
- 31 juillet : Bob Wilson ( metteur en scène, dramaturge et plasticien américain).
- 4 août : Dominique Collignon-Maurin (acteur français).
- 5 août : Ion Iliescu (homme d'État roumain).
- 13 août : Jacques Martial (acteur et homme politique français).
- 17 août : Terence Stamp (acteur britannique).